# Ethan Peck
Ethan Gregory Peck, né le 2 mars 1986 à Los Angeles est un acteur américain.

## Biographie
Né et élevé à Los Angeles, Ethan est le fils de Francine Matarazzo et de Stephen Peck. Il a une demi-sœur, Marissa Matarazzo, qui est écrivain.
Sa grand-mère paternelle, Greta Kukkonen, était finlandaise et son grand-père maternel avait des origines italiennes. Il a également des origines arméniennes, irlandaises et anglaises ainsi que des origines lointaines allemandes et galloises.
Il est le neveu de Carey Paul Peck, Jonathan Peck et Cecilia Peck. Il est le petit-fils de l'acteur Gregory Peck.
Il a étudié à la Tisch School of the Arts.

### Vie privée
Il a été en couple avec l'actrice américaine Kelsey Asbille, de novembre 2010 à 2011.
Depuis 2016, il est en couple avec Molly DeWolf Swenson.

## Carrière
Il apparaît pour la première fois sur les écrans de télévision dans la série Charlie Grace en 1995.
En 1999, il tient le rôle de Michel dans Aventures à Paris aux côtés des jumelles Mary-Kate et Ashley Olsen.
Il joue aux côtés d'Adam Rothenberg et Mariah Carey dans Tennessee, un film sorti en 2006.
Il a reçu le prix du Meilleur acteur du Sonoma Valley Film Festival 2009 pour son rôle dans Sailor. L'année suivante, il apparaît dans L'Apprenti sorcier.
En 2013, il joue dans le film film d'horreur Nothing Left to Fear, où il joue le personnage de Noah.
En 2019, il reprend le rôle de Spock dans la deuxième saison de Star Trek : Discovery, puis dans la série Star Trek: Strange New Worlds à partir de 2022.

## Filmographie

### Cinéma

#### Longs métrages
- 1999 : Aventures à Paris (Passport to Paris) d'Alan Metter : Michel
- 2004 : Em & Me de L. James Langlois : Jimmy
- 2008 : Tennessee d'Aaron Woodley : Ellis
- 2008 : Adopt A Sailor de Charles Evered : Un marin
- 2010 : Twelve de Joel Schumacher : Sean
- 2010 : L'Apprenti sorcier  (The Sorcerer's Apprentice) de Jon Turteltaub : André
- 2011 : Time Out  (In Time) d'Andrew Niccol : Constantin
- 2012 : Mine Games de Richard Gray : Guy
- 2013 : Les Portes de l'enfer : La légende de Stull (Nothing Left to Fear) d'Anthony Leonardi III : Noah
- 2013 : The Wine of Summer de Maria Matteoli : James
- 2014 : Eden de Shyam Madiraju : Andreas
- 2015 : Sleeping Beauty (The Curse of Sleeping Beauty) de Pearry Reginald Teo : Thomas
- 2016 : Tell Me How I Die de D.J. Viola : Pascal
- 2018 : The Holiday Calendar de Bradley Walsh : Ty
- 2018 : The Honor List d'Elissa Down : Dillon Walker
- 2020 : Minuit dans l'univers (The Midnight Sky) de George Clooney : Augustine Lofthouse jeune
- 2024 : The Unholy Trinity de Richard Gray

#### Courts métrages
- 2018 : Precious Thyme de Blake West : Ethan
- 2018 : A Civilized Life de Victoria Keon-Cohen : Bart
- 2020 : Famous Adjacent de Lee Cipolla : Rob
- 2022 : In Max We Trust de Sheldon Chau : Max Bryson

### Télévision

#### Séries télévisées
- 1995 : Charlie Grace : Tyler
- 1999 : Le Drew Carey Show (The Drew Carey Show) : Un enfant
- 2000 - 2002 : That '70s Show : Kelso à 13 ans
- 2003 : The O'Keefes : Wade
- 2009 - 2010 : 10 Things I Hate About You : Patrick Verona
- 2011 : Gossip Girl : L'assistant de David O. Russell
- 2016 - 2017 : Madam Secretary : Roman Tolliver
- 2019 : Star Trek : Discovery : Spock
- 2019 : I Ship It : Saxon
- 2020 : Penny Dreadful : City of Angels : Hermann Ackermann
- 2022 : Star Trek : Strange New Worlds : Spock

#### Téléfilms
- 1996 : Marshal Law de Stephen Cornwell : Josh Coleman
- 2014 : D'amour et de feu (Rescuing Madison) de Bradford May : John Kelly

### Jeu vidéo
- 2012 : Halo 4 : Thorne (voix)